# Empyreuma heros
Empyreuma heros är en fjärilsart som beskrevs av Bates 1934. Empyreuma heros ingår i släktet Empyreuma och familjen björnspinnare. Inga underarter finns listade i Catalogue of Life.